# Desulfurobacterium
Desulfurobacterium es un género de bacterias termófilas acuíficas anaerobias, estrictamente quimiolitoautótrofas, reductoras de azufre y/o tiosulfato, a veces también sulfito o nitrato y en presencia H2 y CO2. Son bacilos móviles flagelados gramnegativos que habitan en fuentes hidrotermales oceánicas de pH ácido y cuya temperatura óptima suele estar entre 45 y 75 °C. El diámetro promedio es de 0.5μm y la longitud es variable, comúnmente entre 1 y 3μm.